# مرصد أسياغو للفيزياء الفلكية
مرصد أسياغو للفيزياء الفلكية هو مرصد فلكي إيطالي في بادوفا (رمز الاتحاد الفلكي الدولي 043) تمتلكه وتشغله جامعة بادوفا . تأسس في عام 1942، ويقع على هضبة أسياغو، على بعد 90 كيلومترا شمال غرب بادوفا، بالقرب من بلدة أسياغو. أداتة الرئيسية هي مقراب غاليلي 1.22 متر، ويستخدم حاليا فقط للقياسات الطيفية.وشهد المرصد بناء وتجميع المرآة الرئيسية للمقراب الأوربي الكبير للغاية.
تم بناء مقراب غاليليو (122 سم) لمرصد أسياغو الفلكي من قبل شركة أوفيسين غاليليو في فلورنسا بين عامي 1940 و 1942. وكان مخصصا للذكرى المئوية الثالثة لوفاة غاليليو غاليلي.